# 栋派尔
栋派尔（法語：Dompaire，法語發音：[dɔ̃pɛʁ] ⓘ），法国东北部市镇，位于大东部大区孚日省，隶属于埃皮纳勒区，其市镇面积为16.63平方公里，2022年1月1日时人口数量为1,079人，在法国城市中排名第9,211位。
栋派尔位于孚日省中部，日特河畔，是一个区域性的中心市镇，多条公路在此交汇。

## 地名来源
根据蓝色法兰西洛林广播电台记者热罗姆·普洛多姆先生（Jérôme Prod'homme）的论述，“Dompaire”对应的法语形式为“Saint-Pierre”，其中“Dom”一名出自洛林语，意为“圣人”。此处圣伯多禄的生平尚有待考证。

## 历史

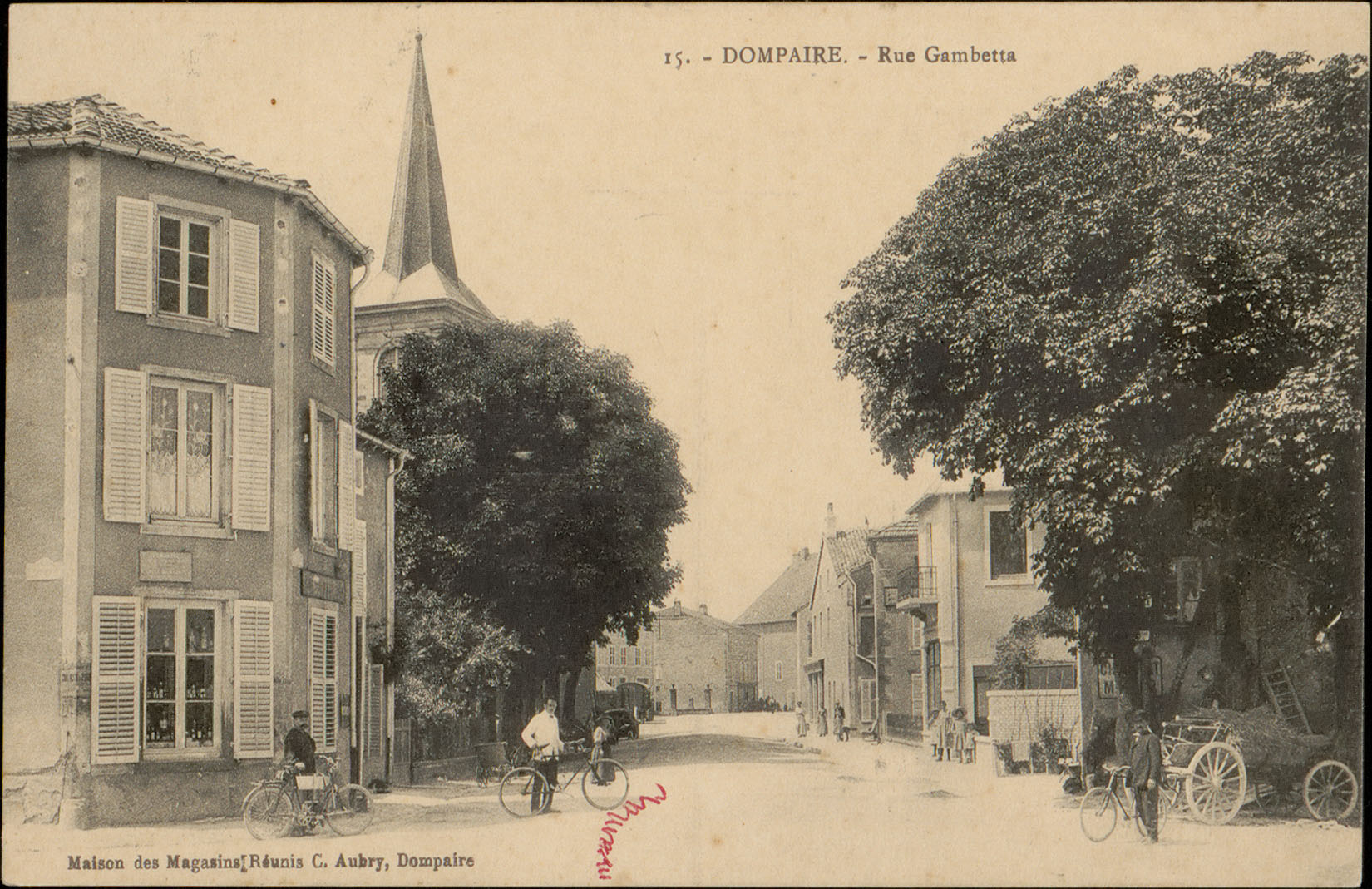
20世纪初的甘必大街

栋派尔的早期历史尚不清楚，其聚落形成于墨洛温王朝时期。中世纪中期，栋派尔是瑟诺讷圣伯多禄修道院的一处领地，当地有一处为纪念圣人伯多禄而建的城堡，其领主忠诚于洛林公爵。1435年，栋派尔城堡被勃艮第首领大胆查理焚毁。1580年，法国文学家米歇尔·德·蒙田曾到访栋派尔并在此过夜。法国大革命后，栋派尔成为孚日省的一个市镇。1836年，拉维维尔和纳格兰库尔整体并入栋派尔。1878年，途径栋派尔的讷沙托—埃皮纳勒铁路建成通车，该铁路在20世纪后逐渐废弃。1944年9月12日，法国将军菲利普·勒克莱尔率领法国第2装甲师占领并解放了被德军驻扎的栋派尔，该战役的胜利被认为是孚日省解放战争的重要转折点。

## 地理

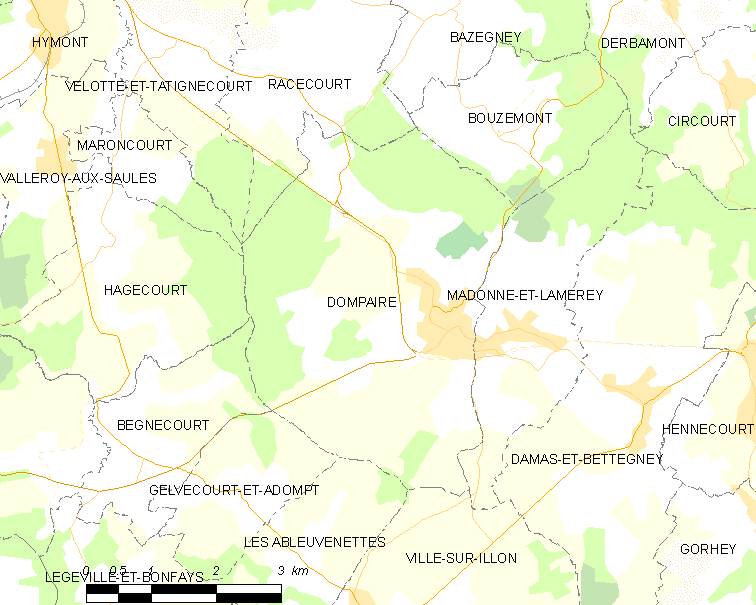
栋派尔市镇范围地图

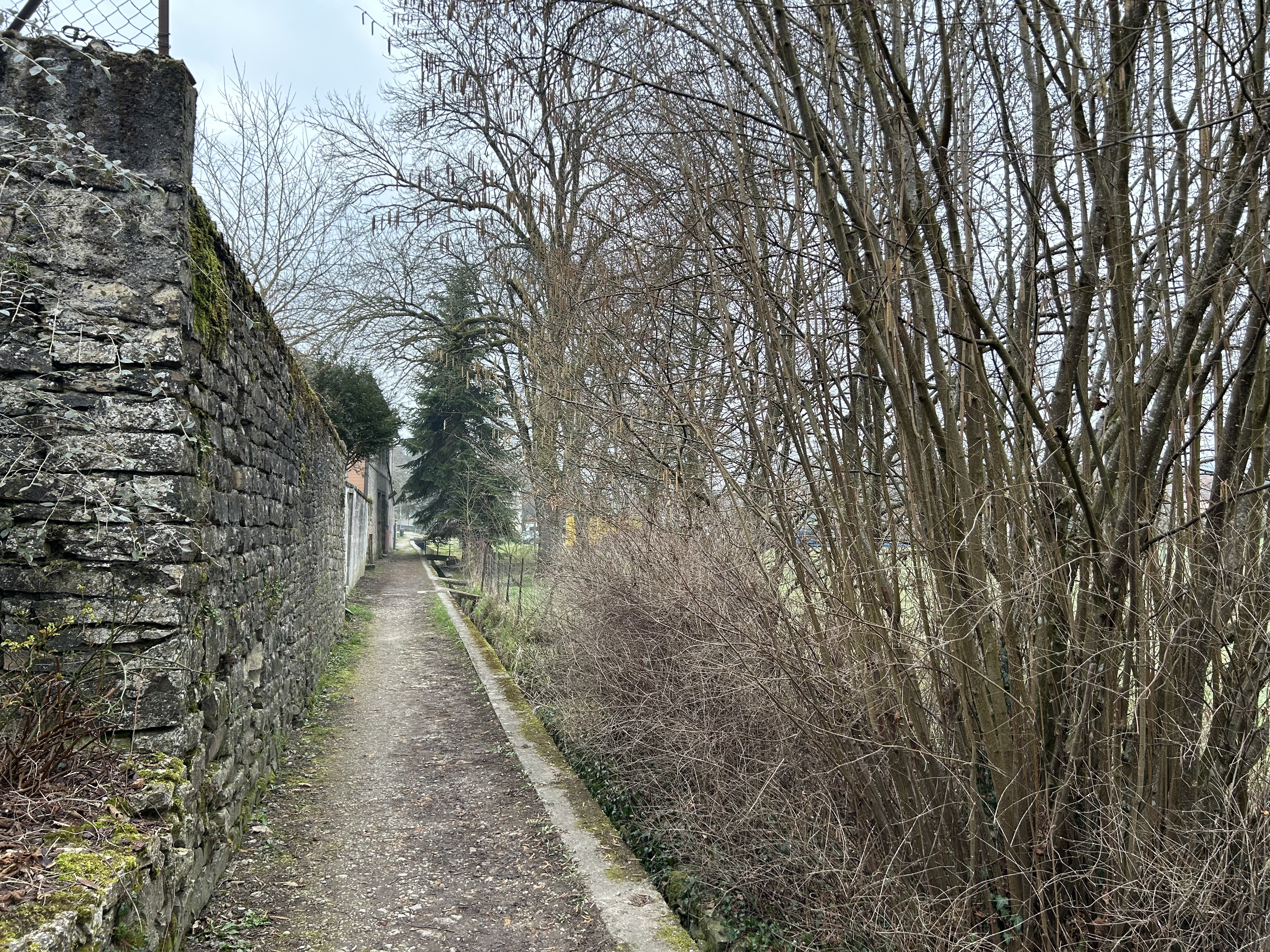
一处林地

栋派尔位于法国东北部，大东部大区东部和孚日省中北部，距离省会埃皮纳勒大约20公里。与栋派尔接壤的市镇包括：马龙库尔、拉塞库尔、布兹蒙、阿热库尔、伯涅库尔、莱萨布勒沃内特、热尔韦库尔和阿东、马多讷和拉姆雷和伊隆河畔维尔。

### 地形
栋派尔位于孚日山前平原，境内以平原和浅丘为主，市镇中心地势较为平坦，日特河右岸地势有较为明显的抬升，全境海拔在278到387米之间。

### 水文
栋派尔位于莱茵河流域范围内，日特河自东南向西北流经境内，该河水量较小，走向弯曲。

### 植被
栋派尔属于温带阔叶混交林区，林地散落分布于市镇范围内的多个区域。
在鲜花城市的评比中，栋派尔被评为3星级鲜花城市。

### 气候
栋派尔在柯本气候分类法中属于带有大陆特征的温带海洋性气候（Cfb）。
距离栋派尔最近的常年气象站位于米尔库尔境内，以下为该气象站的数据（其中日照数据取自埃皮纳勒气象站）：
| 米尔库尔 1981年－2019年 | 米尔库尔 1981年－2019年 | 米尔库尔 1981年－2019年 | 米尔库尔 1981年－2019年 | 米尔库尔 1981年－2019年 | 米尔库尔 1981年－2019年 | 米尔库尔 1981年－2019年 | 米尔库尔 1981年－2019年 | 米尔库尔 1981年－2019年 | 米尔库尔 1981年－2019年 | 米尔库尔 1981年－2019年 | 米尔库尔 1981年－2019年 | 米尔库尔 1981年－2019年 | 米尔库尔 1981年－2019年 |
| 月份                    | 1月                     | 2月                     | 3月                     | 4月                     | 5月                     | 6月                     | 7月                     | 8月                     | 9月                     | 10月                    | 11月                    | 12月                    | 全年                    |
| ----------------------- | ----------------------- | ----------------------- | ----------------------- | ----------------------- | ----------------------- | ----------------------- | ----------------------- | ----------------------- | ----------------------- | ----------------------- | ----------------------- | ----------------------- | ----------------------- |
| 历史最高温 °C（°F）     | 16 (61)                 | 19 (66)                 | 24.5 (76.1)             | 28.4 (83.1)             | 32.5 (90.5)             | 35 (95)                 | 39.6 (103.3)            | 39.5 (103.1)            | 32.8 (91.0)             | 26.9 (80.4)             | 23 (73)                 | 17.8 (64.0)             | 39.6 (103.3)            |
| 平均高温 °C（°F）       | 4.5 (40.1)              | 6.4 (43.5)              | 10.9 (51.6)             | 14.9 (58.8)             | 19.4 (66.9)             | 22.7 (72.9)             | 25.1 (77.2)             | 24.7 (76.5)             | 20.3 (68.5)             | 15.1 (59.2)             | 8.9 (48.0)              | 5.2 (41.4)              | 14.8 (58.6)             |
| 日均气温 °C（°F）       | 1.4 (34.5)              | 2.4 (36.3)              | 5.8 (42.4)              | 8.8 (47.8)              | 13.3 (55.9)             | 16.5 (61.7)             | 18.7 (65.7)             | 18.2 (64.8)             | 14.4 (57.9)             | 10.5 (50.9)             | 5.4 (41.7)              | 2.4 (36.3)              | 9.8 (49.6)              |
| 平均低温 °C（°F）       | −1.7 (28.9)             | −1.6 (29.1)             | 0.8 (33.4)              | 2.8 (37.0)              | 7.2 (45.0)              | 10.2 (50.4)             | 12.2 (54.0)             | 11.7 (53.1)             | 8.6 (47.5)              | 5.9 (42.6)              | 2 (36)                  | −0.4 (31.3)             | 4.8 (40.6)              |
| 历史最低温 °C（°F）     | −23 (−9)                | −23.8 (−10.8)           | −18 (0)                 | −8.3 (17.1)             | −4 (25)                 | −0.5 (31.1)             | 2.5 (36.5)              | 1.8 (35.2)              | −3 (27)                 | −8 (18)                 | −13.5 (7.7)             | −22 (−8)                | −23.8 (−10.8)           |
| 平均降水量 mm（）       | 76.9 (3.03)             | 64.4 (2.54)             | 69.4 (2.73)             | 61.2 (2.41)             | 81.6 (3.21)             | 77.8 (3.06)             | 69.5 (2.74)             | 73.5 (2.89)             | 80.9 (3.19)             | 87.5 (3.44)             | 79.6 (3.13)             | 91.5 (3.60)             | 913.8 (35.98)           |
| 月均日照時數            | 84.6                    | 77.8                    | 121.4                   | 167.7                   | 179.8                   | 238.7                   | 238.2                   | 216.4                   | 159.7                   | 112.9                   | 49                      | 53.6                    | 1,699.8                 |
| 来源：infoclimat.fr     |                         |                         |                         |                         |                         |                         |                         |                         |                         |                         |                         |                         |                         |

## 行政区划
栋派尔的市镇编号为88151，邮政编号为88270。
在行政管理方面，栋派尔隶属于法国大东部大区孚日省埃皮纳勒区；在地方选举方面，栋派尔隶属于达尔内县，其市镇范围全境被划入孚日省第四选区；在社会管理方面，栋派尔是米尔库尔-栋派尔市镇公共社区的组成部分。
截至2023年6月，栋派尔市镇范围内暂无任何城市敏感街区及城市政策优先街区。
法国国家统计与经济研究所（简称）在进行数据统计时，未将栋派尔划入任何城市核心区（Unité urbaine），并将包括栋派尔在内的周边共72个市镇划为埃皮纳勒城市区。自2020年起，埃皮纳勒城市区被包含118个市镇的埃皮纳勒城市辐射区代替。此外，还将栋派尔市镇整体看作一个“块区”（IRIS），以便于统计人口分布情况。

## 交通

### 公路
孚日省省道D38线、D165线、D166线和D266线在栋派尔境内交汇。大东部大区下属的城际客运提供巴士线路，可前往埃皮纳勒和讷沙托。
| 9 | 35 |

| 埃皮纳勒 | 19 |

| 米爾庫 | 14 |

| 戈尔贝 | 18 |

2019年，80.1%的栋派尔家庭拥有至少一辆私人汽车。2019年，栋派尔境内共发生各类交通事故1起，造成2人受伤，其中1人重伤。

### 铁路
栋派尔位于讷沙托—埃皮纳勒铁路上，该铁路栋派尔境内的路段已废弃拆除，部分路段被开辟为健身绿道。
距离栋派尔最近的运营中的客运铁路车站为19公里外的埃皮纳勒站，该站停靠前往巴黎方向的高速列车和前往南锡、勒米尔蒙、斯特拉斯堡、贝尔福等方向的区域列车。

### 航空
距离栋派尔最近的民用航空站为109公里外的洛林机场。

### 城市公共交通
截至2023年6月，栋派尔暂无城市公共交通系统。

## 政治

### 市政内阁

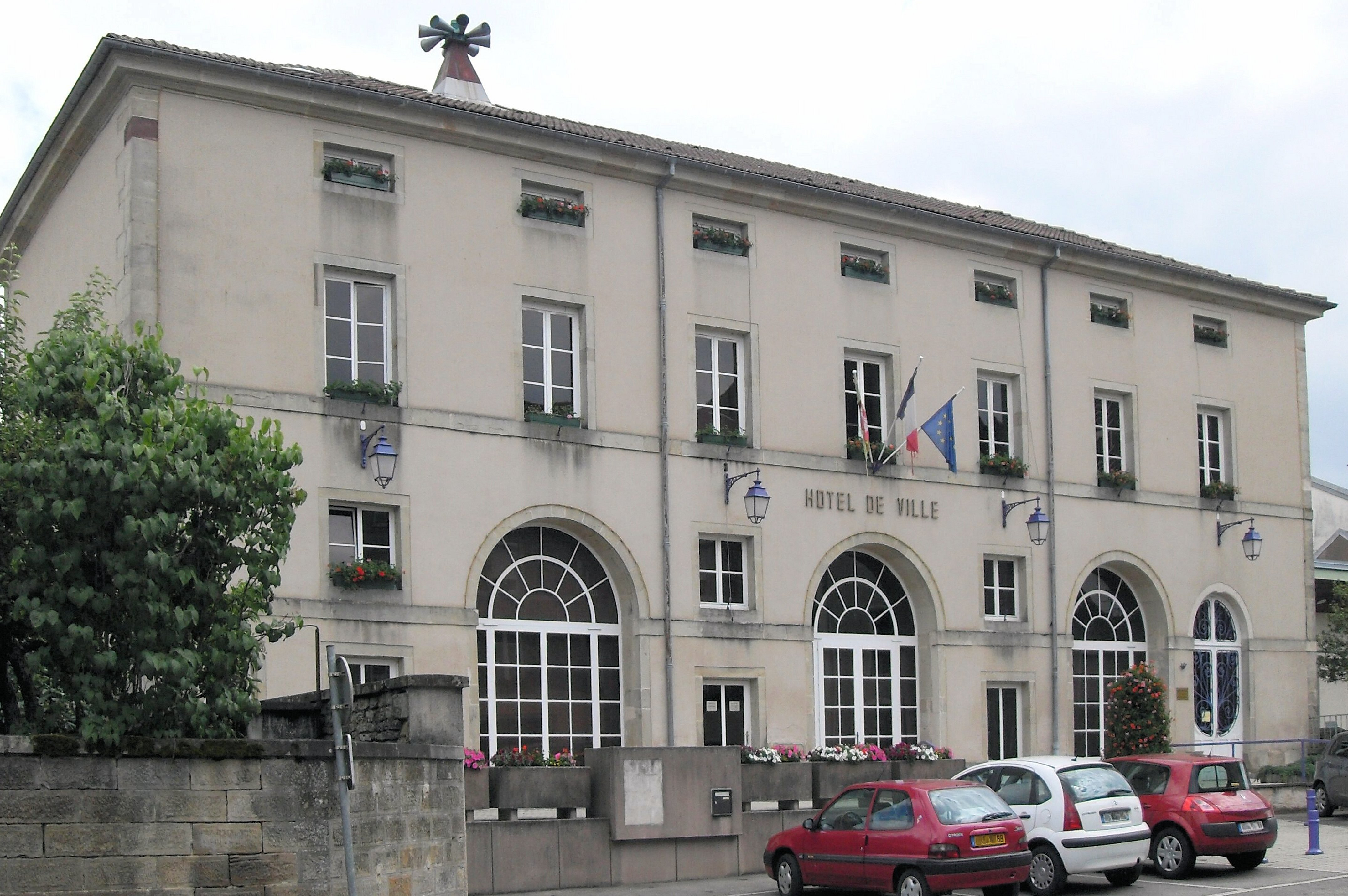
栋派尔市政厅

栋派尔的现任市长为菲利普·费拉捷先生（Philippe FERRATIER），他是一名右翼无党派人士，在2020年的市政选举中获得了100.00%的支持率（无其他候选人）。
| 栋派尔历届市长         | 栋派尔历届市长                   | 栋派尔历届市长                   |
| 任期                   | 市长                             | 党派                             |
| ---------------------- | -------------------------------- | -------------------------------- |
| （1995年以前资料暂缺） |                                  |                                  |
| 1995年－2001年         | François BAZARD 弗朗索瓦·巴扎尔  | RPR保衛共和聯盟 →UMP人民运动联盟 |
| 2001年－2018年         | Gérard MOREL 热拉尔·莫雷尔       | DVD右翼无党派人士                |
| 2018年－               | Philippe FERRATIER 菲利普·费拉捷 | DVD右翼无党派人士                |

### 各级选举
| 栋派尔历届投票选举结果 | 栋派尔历届投票选举结果 | 栋派尔历届投票选举结果 | 栋派尔历届投票选举结果         | 栋派尔历届投票选举结果         | 栋派尔历届投票选举结果 | 栋派尔历届投票选举结果 | 栋派尔历届投票选举结果 | 栋派尔历届投票选举结果 | 栋派尔历届投票选举结果 |
| 选举项目               | 选举范围               | 选区单位               | 选区单位内的选举结果           | 选区单位内的选举结果           | 选区单位内的选举结果   | 选区单位内的选举结果   | 选区单位内的选举结果   | 选区单位内的选举结果   | 参考资料               |
| 选举项目               | 选举范围               | 选区单位               | 第一轮胜出者                   | 第一轮胜出者                   | 支持率                 | 第二轮胜出者           | 第二轮胜出者           | 支持率                 | 参考资料               |
| ---------------------- | ---------------------- | ---------------------- | ------------------------------ | ------------------------------ | ---------------------- | ---------------------- | ---------------------- | ---------------------- | ---------------------- |
| 2017年法國總統選舉     | 法國                   | 市镇                   |                                | 玛丽娜·勒庞                    | 26.33%                 |                        | 埃马纽埃尔·马克龙      | 55.35%                 | [ 23 ]                 |
| 2017年法国立法选举     | 孚日省第四选区         | 市镇                   |                                | 让-雅克·戈尔捷                 | 24.87%                 |                        | 让-雅克·戈尔捷         | 59.59%                 | [ 23 ]                 |
| 2019年欧洲议会选举     | 法國                   | 市镇                   |                                | 若尔丹·巴尔代拉                | 25.7%                  | （不适用）             | （不适用）             | （不适用）             | [ 25 ]                 |
| 2021年法国省级选举     |                        | 县                     |                                | 阿兰·鲁塞尔 卡萝尔·蒂埃博-戈代 | 72.19%                 | （不适用）             | （不适用）             | （不适用）             | [ 26 ]                 |
| 2021年法国省级选举     | 市镇                   |                        | 阿兰·鲁塞尔 卡萝尔·蒂埃博-戈代 | 80.26%                         |                        | （不适用）             | （不适用）             | （不适用）             | [ 26 ]                 |
| 2021年法国大区选举     | 大東部大區             | 市镇                   |                                | 让·罗特纳                      | 49.35%                 |                        | 让·罗特纳              | 54.67%                 | [ 27 ]                 |
| 2022年法国总统选举     | 法國                   | 市镇                   |                                | 埃马纽埃尔·马克龙              | 31.68%                 |                        | 玛丽娜·勒庞            | 50.09%                 | [ 23 ]                 |
| 2022年法国立法选举     | 孚日省第四选区         | 市镇                   |                                | 塞巴斯蒂安·安贝尔              | 24.73%                 |                        | 让-雅克·戈尔捷         | 61.16%                 | [ 23 ]                 |

## 人口
2020年，栋派尔市镇人口数量为1,098，在法国排名第9,211位。其中男性523人，女性585人，75岁及以上人口占8.2%，外籍人口数量为9人，人口密度为66人/平方公里，当地居民被称为（男性）或（女性）。2020年，栋派尔境内出生8人，死亡人口18人。
| 栋派尔1901年－2020年人口变化情况 |
|                                  |
| 数据来源：Cassini、INSEE         |

## 经济

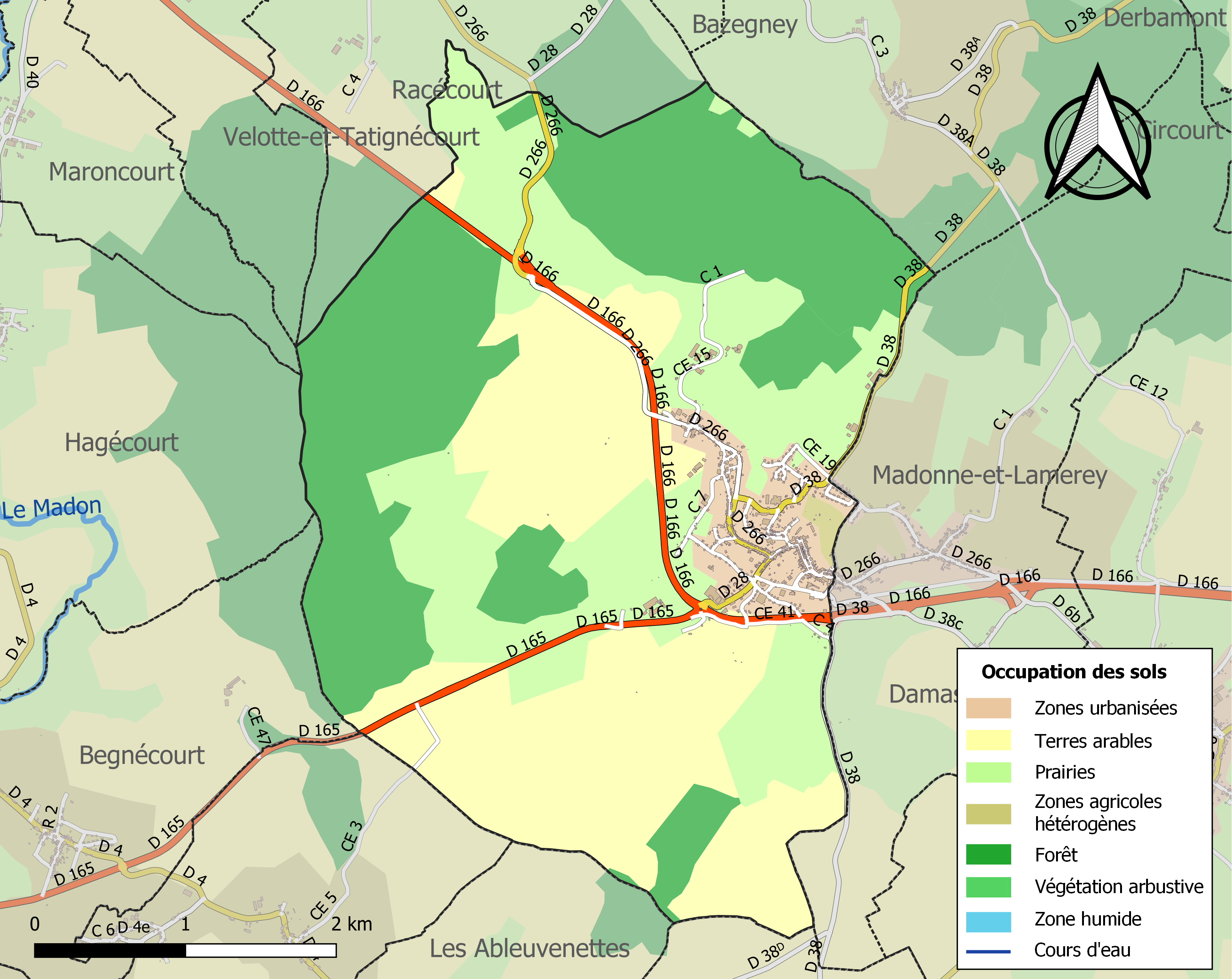
栋派尔土地利用情况地图

栋派尔是一个区域性的中心城市。截至2023年6月，栋派尔市镇范围内共有各类用人单位（包含自雇）164家，平均历史为19年，其中98.78%为中小型企业（PME），2023年4月至6月间，当地的经济活力指数为0。

## 财政与居民收入
2021年，栋派尔的财政收入总额为1,134,800欧元，财政支出总额为902,710欧元，当年的债务总额为1,394,620欧元。2021年，栋派尔市镇通过增值税获得43,050欧元的收入，此外当地还共获得了58,740欧元的国家直接财政补助。
2020年，栋派尔的人均月收入总额为2,025欧元，低于法国平均水平（2,303欧元）。
2019年，栋派尔境内的青壮年（15至64岁）失业率为8.4%；当地44.8%的家庭拥有纳税资格，平均纳税2,212欧元，低于法国平均水平（3,910欧元）。

## 社会事务

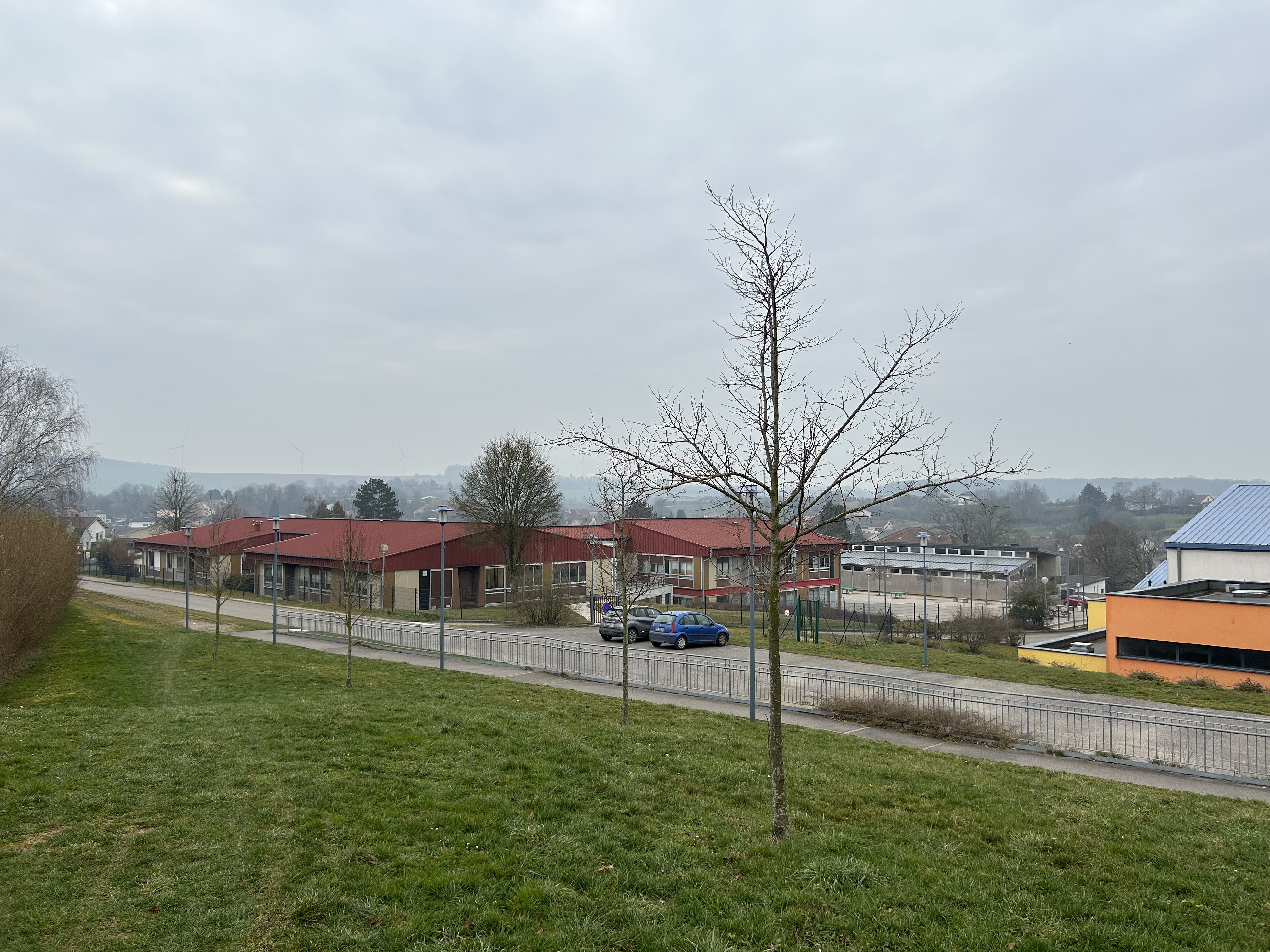
市区北部的一处学校

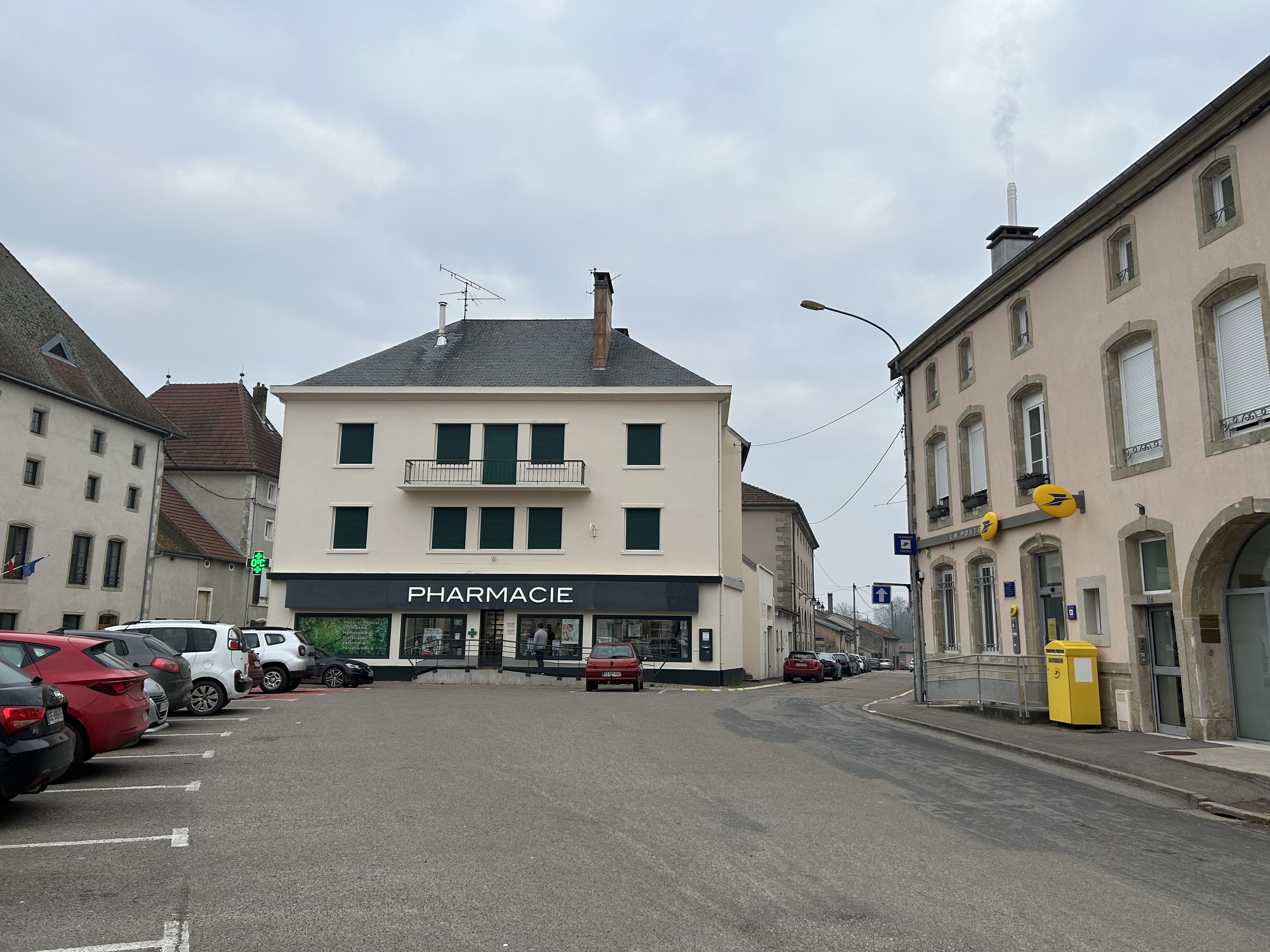
勒克莱尔将军广场

### 教育
栋派尔属于南锡-梅斯学区。截至2021年1月1日，栋派尔境内共有1所小学和1所初级中学。2021至2022学年度，栋派尔境内共有在校中等教育阶段学生401名。

### 医疗
截至2021年1月1日，栋派尔境内共有全科医生2名、保健师3名、牙医4名和护士3名。境内共有药房1家。
距离栋派尔最近的区域性医疗机构为埃米尔·涂尔干中心医院（Centre Hospitalier Emile Durkheim），其下属的戈尔贝病区距离栋派尔市区的正常车程大约15分钟，该院设有床位285个，是当地规模最大的公立综合性医院。

### 住房
2019年，栋派尔境内共有各类住房549套，其中68.9%为独立式居民区，31.0%为集中式居民区。常住房屋占栋派尔市镇范围内居民建筑总量的86.7%。
在住房保障政策方面，2021年，栋派尔境内共有84户家庭获得了住房经济补助，受益人数占总人口数量的7.7%，其中78份为房租补助。

### 商业
2021年，栋派尔境内共有各类实体商铺23家，其中大型超市1家、面包房2家、银行门店1家、美容美发店3家。市区南部建有一家Intermarché便民超市。

### 体育
2021年，栋派尔境内共有1个体育馆。
截至2023年6月，栋派尔县体育联盟（Association Sportive du Canton de Dompaire，编号552222）是栋派尔境内唯一的一家注册足球俱乐部，该队成立于1975年，其主队2022至2023赛季参加孚日省足球联赛乙组（法国第十级别），其主场为吕西安·沙伊贝尔球场（Stade Lucien Scheibel）。

### 环境
栋派尔的环境事务由其所属的米尔库尔-栋派尔市镇公共社区联合各级政府协调负责。2021年，栋派尔境内暂无污染企业。

### 治安
2021年，栋派尔市镇范围内有1处宪兵队。
栋派尔及其附近的共235个市镇是讷沙托国家宪兵队（zone gendarmerie de Neufchâteau）的管辖范围。2020年，该宪兵队累计记录各类案件2,290起，其中盗窃类案件1,152起，经济类案件319起，毒品交易类案件139起。

## 文化

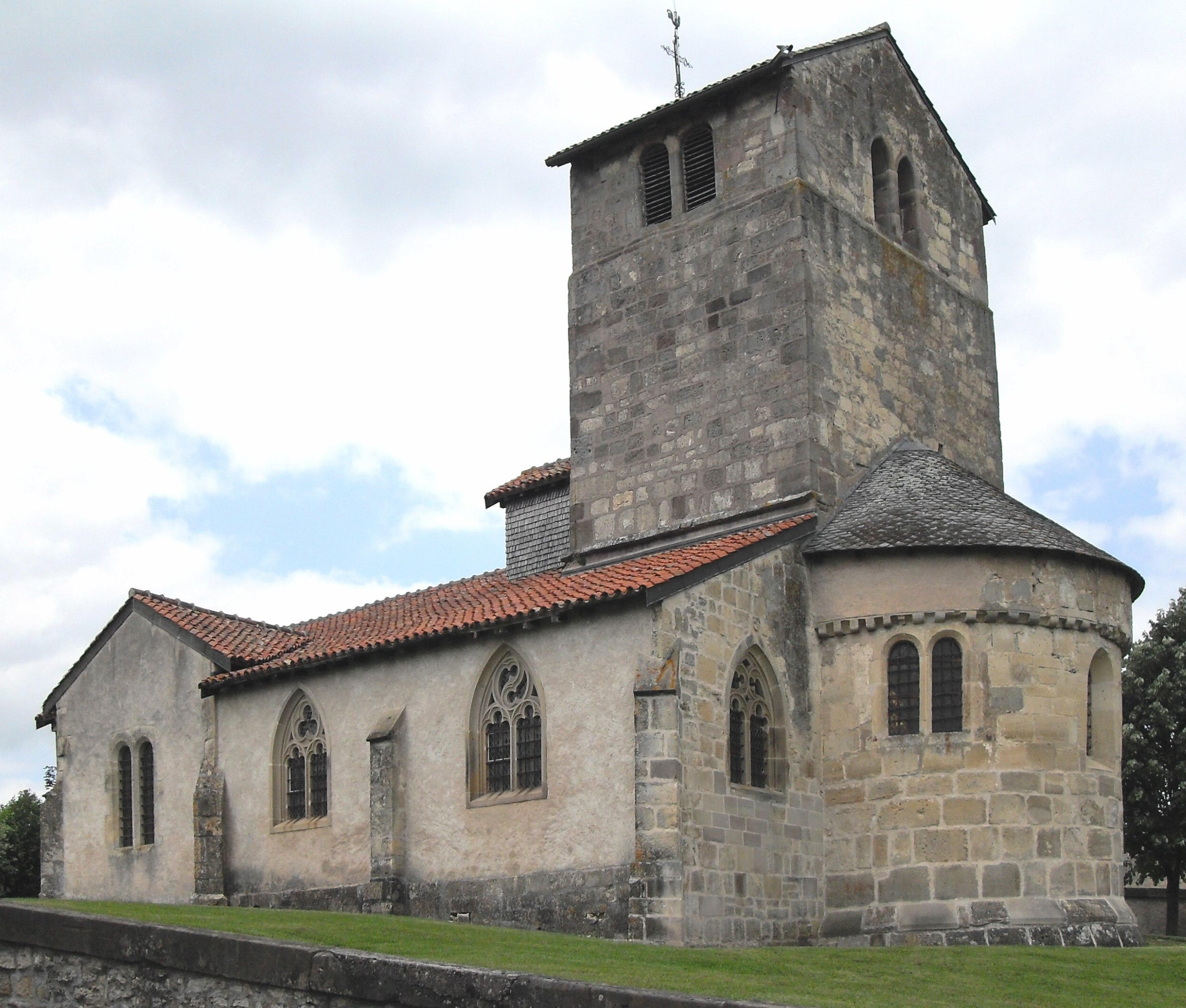
施洗约翰教堂

2021年，栋派尔境内暂无任何文化设施。栋派尔市政府提供多媒体中心，每周三、五、六向公众开放。

### 建筑
栋派尔境内有多处历史建筑，其中施洗约翰教堂（Église Saint-Jean-Baptiste de Dompaire）为法国国家文物保护单位，圣尼古拉教堂（Église Saint-Nicolas de Dompaire）则是当地的地标性建筑物。

### 旅游
栋派尔的旅游事务由其所属的米尔库尔-栋派尔市镇公共社区负责。2022年，栋派尔境内共有1家酒店共计7间房间。

### 媒体
法国主要的媒体均可在栋派尔接收，法国电视三台下属的大东部大区频道在部分时段播出栋派尔所在孚日省的地方新闻。孚日电视台（Vosges TV）、蓝色法兰西南洛林广播、《孚日早报》、《百分百孚日》等为当地的主要地方性媒体。

## 相关人物
法国建筑师约瑟夫-弗朗索瓦·芒然出生于栋派尔。

## 友好城市
截至2023年6月，栋派尔暂未建立任何友好城市关系。